# Il tempo della Terra
Il tempo della Terra (Stepsons of Terra) è un romanzo di fantascienza del 1958 dello scrittore statunitense Robert Silverberg.

## Storia editoriale
Il romanzo, che fa parte della produzione giovanile dello scrittore, è stato pubblicato per la prima volta negli Stati Uniti nel 1958, nel numero di aprile della rivista Science Fiction Adventure con il titolo Shadow on the Stars. L'opera che, secondo lo stesso scrittore, ricorda lo stile di A. E. van Vogt, fu ripubblicata in edizione paperback alla fine del 1958 per la casa editrice Ace Books con il titolo Stepsons of Terra, abbinato a un romanzo di 
Lan Wright nello stesso volume.

## Trama
IV millennio d.C.: Baird Ewing è stato inviato sulla Terra dall'ex-colonia spaziale di Corwin, situata sul dodicesimo pianeta di Epsilon Ursae Majoris, per richiedere aiuto contro l'invasione dei Klodni che minaccia il pianeta. I contatti con la Patria d'origine si erano interrotti da almeno cinquecento anni e nel frattempo la Terra è diventata completamente pacifica e non dispone più, in pratica, di alcuna astronave né di sistema difensivi, tant'è che sta per essere conquistata, in modo più o meno pacifico, dalla sua ex-colonia Sirio IV.
I siriani non credono che Ewing sia stato inviato in cerca di aiuto e pensano, invece, che sia a capo di una coalizione di ex-colonie terrestri unite contro Sirio IV e che voglia contrastare i loro piani di conquista. Lo catturano e lo torturano per fargli confessare il supposto piano, ma Ewing viene salvato da un personaggio misterioso: questi non è altri che Ewing che proviene dal futuro. Il secondo Ewing spiega al primo di aver conosciuto sulla Terra degli studiosi che padroneggiano una macchina del tempo e di averli costretti a usarla per poter tornare indietro nel passato a salvarlo dalla morte per mano dei siriani.
L'anello temporale ha così dato origine a dei duplicati di Ewing, fino a quattro, che decidono di sacrificarsi affinché nella linea temporale ne rimanga solo uno che riesca a concludere la missione. Ewing rientra su Corwin con i progetti della macchina del tempo che viene ricostruita in pochi mesi. Quando la flotta dei Klodni si avvicina, la macchina viene montata su un'astronave condotta dallo stesso Ewing che dirige il suo raggio contro gli alieni, lanciando la loro flotta in un passato remoto in cui la galassia non era ancora nata, condannando così gli invasori alla morte per inedia. Tornato su Corwin, Ewing viene accolto come eroe ma il pensiero degli altri "sé" sacrificatisi e della Terra condannata alla dominazione non gli dà tregua. L'uomo costruisce anch'egli una macchina del tempo con la quale torna indietro nel tempo di alcuni minuti. Nel passato alternativo incontra il suo doppione che rimarrà su Corwin con la sua famiglia mentre lui potrà tornare sulla Terra e mettersi a capo della resistenza contro l'invasione di Sirio IV.

## Personaggi
Baird EwingL'ambasciatore della colonia terrestre di Corwin, inviato sulla Terra per trovare aiuto contro l'invasione aliena dei crudeli Klodni. A causa di un paradosso temporale, di lui vi saranno molte versioni, alcune delle quali si suicideranno per permettere al sopravvissuto di completare la missione.
LairaLa moglie di Baird Ewing.
Rollun FirnikVice console siriano della città di Valloin, sulla Terra. Rapisce Baird Ewing e lo tortura, nella convinzione che sia il rappresentante di una coalizione di ex-colonie terrestri unite contro Sirio IV.
Byra ClorkLa siriana, collaboratrice di Rollun Firnik.
Accademico MyreckLo studioso terrestre che fornirà a Baird Ewing le nozioni tecniche per costruire l'arma di difesa contro i Klodni.
MellisIl governatore generale, a capo del governo terrestre. A lui si rivolge inizialmente Baird Ewing per ottenere aiuto. Di fatto privo di alcun potere, il governo terrestre risulta essere alla completa mercé dei siriani.

## Edizioni
- (EN) Robert Silverberg, Shadow on the Stars, in Science Fiction Adventures, Royal Publications Inc., aprile 1958.
- (EN) Robert Silverberg, Stepson of Terra, in Stepsons of Terra / A Man Called Destiny, Ace Double, Ace Books, 1958.
- (DE) Robert Silverberg, Schatten über den Sternen, Terra, n. 81, Moewig, 1959.
- Robert Silverberg, Il tempo della Terra, traduzione di Vittorio Curtoni, Omicron Fantascienza, n. 1, SIAD Edizioni, 1981,  p. 235.
- Robert Silverberg, Il tempo della Terra, traduzione di Vittorio Curtoni, Classici Urania, n. 184, Arnoldo Mondadori Editore, 1992,  p. 159.
- Robert Silverberg, Il tempo della Terra, traduzione di Vittorio Curtoni, I libri di Urania, n. 4, Arnoldo Mondadori Editore, 1992,  p. 160, ISBN 8804361050.